# فالي دي مينا

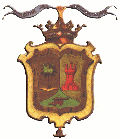
شعار البلدية

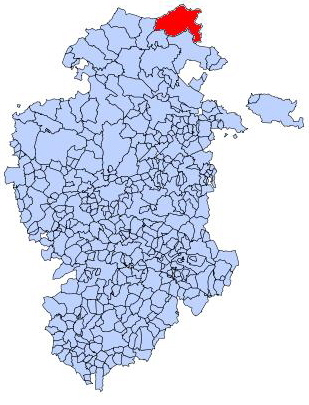
موقع البلدية

بلدية فالي دي مينا (بالإسبانية: Valle de Mena)‏, هي إحدى بلديات مقاطعة برغش, التي تقع في منطقة قشتالة وليون, والتي تقع في شمال غرب إسبانيا.
يبلغ عدد سكانها 3.704 نسمة وفقاً لإحصائية سنة (2007). وتبلغ مساحتها 263.18 كم2, وبذلك تكون الكثافة السكانية 14.07 نسمة/كم2. وتقع على ارتفاع 450 م عن سطح البحر.